# Ainsley Maitland-Niles
Ainsley Cory Maitland-Niles (29 d'agost de 1997) és un futbolista professional anglès que juga com a centrecampista, extrem, i lateral per l'Olympique de Lió.